# Condado de Hitchcock
El condado de Hitchcock (en inglés: Hitchcock County), fundado en 1873 que recibe su nombre en honor al senador Phineas Warren Hitchcock, es un condado del estado estadounidense de Nebraska. En el año 2000 tenía una población de 3.111 habitantes con una densidad de población de dos personas por km². La sede del condado es Trenton aunque la ciudad más grande es Culbertson.

## Geografía
Según la oficina del censo el condado tiene una superficie total de 1862 km² (718,9 mi²), de los que 1839 km² (710 mi²) son tierra y 23 km² (8,9 mi²) (0,56%) son agua.

### Condados adyacentes
- Condado de Red Willow - este
- Condado de Rawlins - sur
- Condado de Dundy - oeste
- Condado de Hayes - norte
- Condado de Frontier - noreste

## Demografía
Según el 2000 la renta per cápita media de los habitantes del condado era de 28.287 dólares y el ingreso medio de una familia era de 34.490 dólares. En el año 2000 los hombres tenían unos ingresos anuales 25.833 dólares frente a los 18.879 dólares que percibían las mujeres. El ingreso por habitante era de 14.804 dólares y alrededor de un 14,90% de la población estaba bajo el umbral de pobreza nacional.

## Ciudades y pueblos
La principal ciudad es Valentine aunque también existen los pueblos de
- Culbertson
- Palisade de modo parcial.
- Stratton
- Trenton